# Bill & Ted's Bogus Journey
Bill & Ted's Bogus Journey is een Amerikaanse komische film uit 1991 onder regie van Peter Hewitt.
De film is het vervolg op Bill & Ted's Excellent Adventure.

## Verhaal
Bill en Ted worden vermoord door kwaadaardige robotdubbelgangers, die door de slechte De Nomolos vanuit de toekomst op hen af zijn gestuurd. De jongens moeten nu zien te ontsnappen uit de hel, magere Hein uitdagen, God ontmoeten en de slechte Bill en Ted verslaan.

## Rolbezetting
| Acteur              | Personage                                         |
| ------------------- | ------------------------------------------------- |
| Keanu Reeves        | Ted Theodore Logan                                |
| Alex Winter         | Bill S. Preston Esquire                           |
| George Carlin       | Rufus, de helper van Bill & Ted uit de toekomst   |
| Amy Stock-Poynton   | Missy Logan, Bills stiefmoeder                    |
| Hal Landon Jr.      | Captain Logan, baas van de politie en Bills vader |
| J. Patrick McNamara | Mr. Preston, Teds vader                           |
| William Sadler      | Magere Hein                                       |
| Joss Ackland        | Chuck De Nomolos                                  |
| Pam Grier           | Ms. Wardroe                                       |
| Chelcie Ross        | Kolonel Oats                                      |
| Sarah Trigger       | Joanna                                            |
| Annette Azcuy       | Elizabeth                                         |